# Gertrude Baby Cox
Gertrude „Baby“ Cox (* 27. Juli 1907 in Little Rock als Gertrude Johnny Jordan; † 1966) war eine amerikanische Varieté-Künstlerin und Jazzsängerin, die eine der ersten Scatsängerinnen war.

## Leben und Wirken
Cox war die Nichte von Jimmy Cox. Bereits ab 1910 trat sie mit ihm und seiner Frau (sowie später anderen weiblichen Partnerinnen) bis 1921 im Vaudeville-Kabarett auf, soweit sie nicht die Schule besuchen musste. Ab 1921 wirkte sie in Chicago in der Revue Moonshine und in der Sunflower Vaudeville Show, bevor sie heiratete und ein Kind bekam. 1924/25 war sie letztmalig mit Cox unterwegs. Mit dessen Witwe managte sie dessen Show nach dessen Tod und trat in Miami auf, bevor sie ihre eigene Black Jack Revue gründete. Sie wurde vor allem durch ihre Aufnahmen mit Duke Ellington bekannt: Am 1. Oktober 1928, bei einem ersten Studiotermin, scattete sie auf „The Mooche“ sehr wirkungsvoll. Am selben Tag sang sie in „Hot and Bothered“. Am 30. Oktober kehrte Cox mit Ellington in die Studios zurück, um dessen Version von „I Can’t Give You Anything but Love“ einzuspielen (eine weitere Aufnahme dieses Titels entstand am 10. November 1928 mit Duke Ellington, wurde aber erst in den 1980er Jahren veröffentlicht). Als Gertrude Cox trat sie 1929 in dem Broadway-Musical Hot Chocolates auf. 1933 spielte sie in der Show Humming Sam.